# Albert Tadros
Albert Fahmy Tadros (in arabo ألبير فهمى تادرس‎?; Il Cairo, 8 agosto 1914 – 4 aprile 1993) è stato un cestista egiziano.

## Carriera
Con l'Egitto ha disputato numerose competizioni internazionali, tra le quali tre edizioni dei Giochi olimpici (Berlino 1936, Londra 1948 e Helsinki 1952).